# Pieris (mariposa)
Pieris es un género de lepidópteros ditrisios de la familia Pieridae conocidas vulgarmente como mariposas de la col ya que las larvas de muchas especies de este género se alimentan de coles y otros miembros de la familia Brassicaceae. Se distribuyen por Eurasia y Norteamérica, con una especie en África Oriental.

## Historia natural
Las bases químicas de su asociación  con las coles han sido estudiadas en los últimos cien años y en la actualidad se conocen un número de adaptaciones bioquímicas de las mariposas a los llamados glucosinolatos de estas plantas. A diferencia de la mayoría de los insectos las mariposas Pieris pueden neutralizar estas toxinas y se han especializado en digerir estas plantas al punto que no pueden alimentarse de plantas que carecen de glucosinolatos.
Las hembras de Pieris verifican la existencia de estos compuestos químicos antes de depositar sus huevos. El daño a los cultivos está muy difundido por el mundo, desde Eurasia, el lugar de origen de muchas mariposas de este género, al resto del mundo. Algunas especies de este género (especialmente Pieris rapae) han sido introducidas en muchos países, fuera de su área de distribución original, donde se han convertido en especies invasoras. Así son consideradas plagas de los cultivos de col y otras plantas relacionadas. 
Las hembras de muchas Pieris reflejan la luz ultravioleta, mientras que los machos absorben la luz ultravioleta debido a los pigmentos en las escamas de las alas.

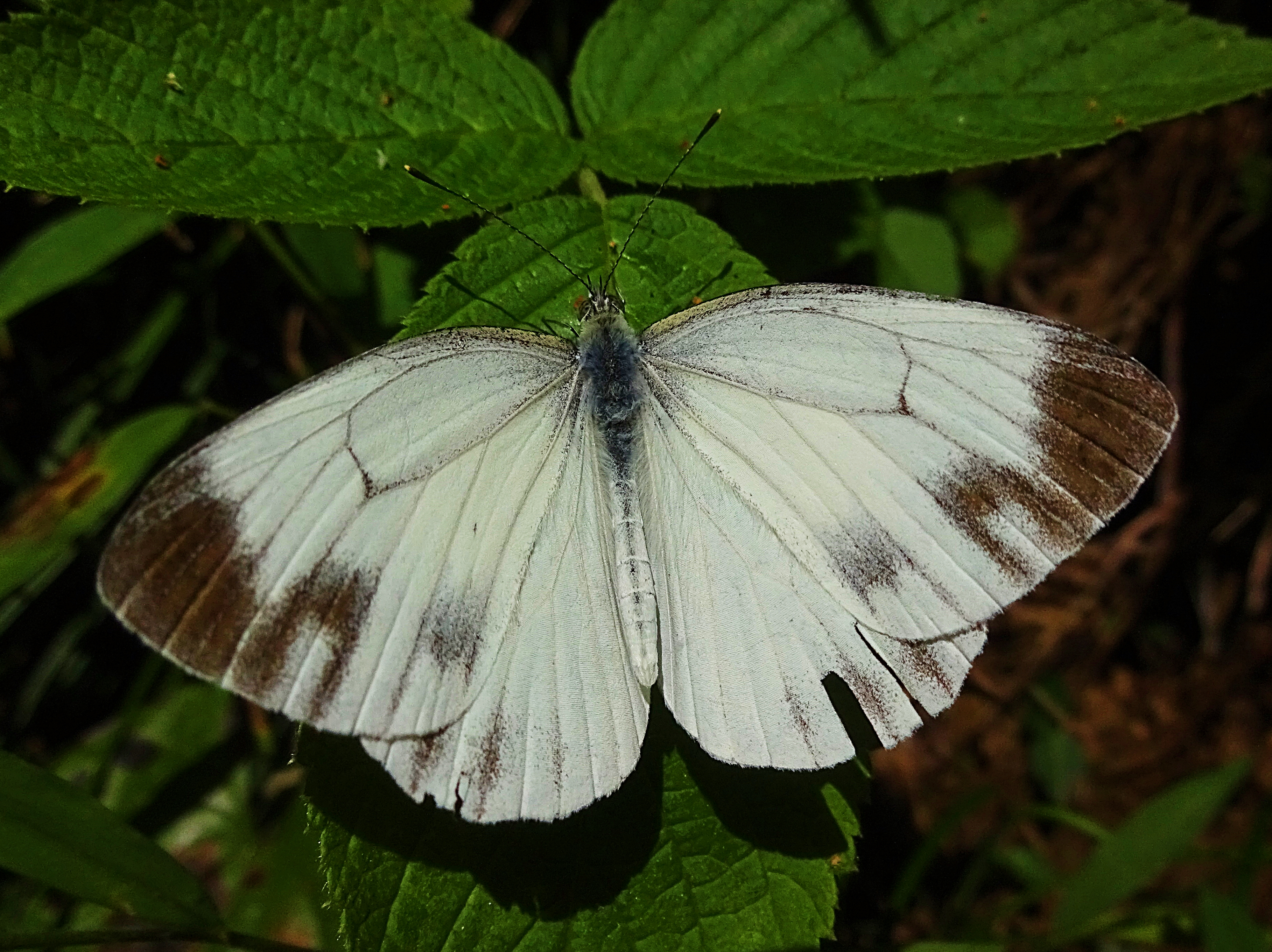
Pieris melete en Tokio

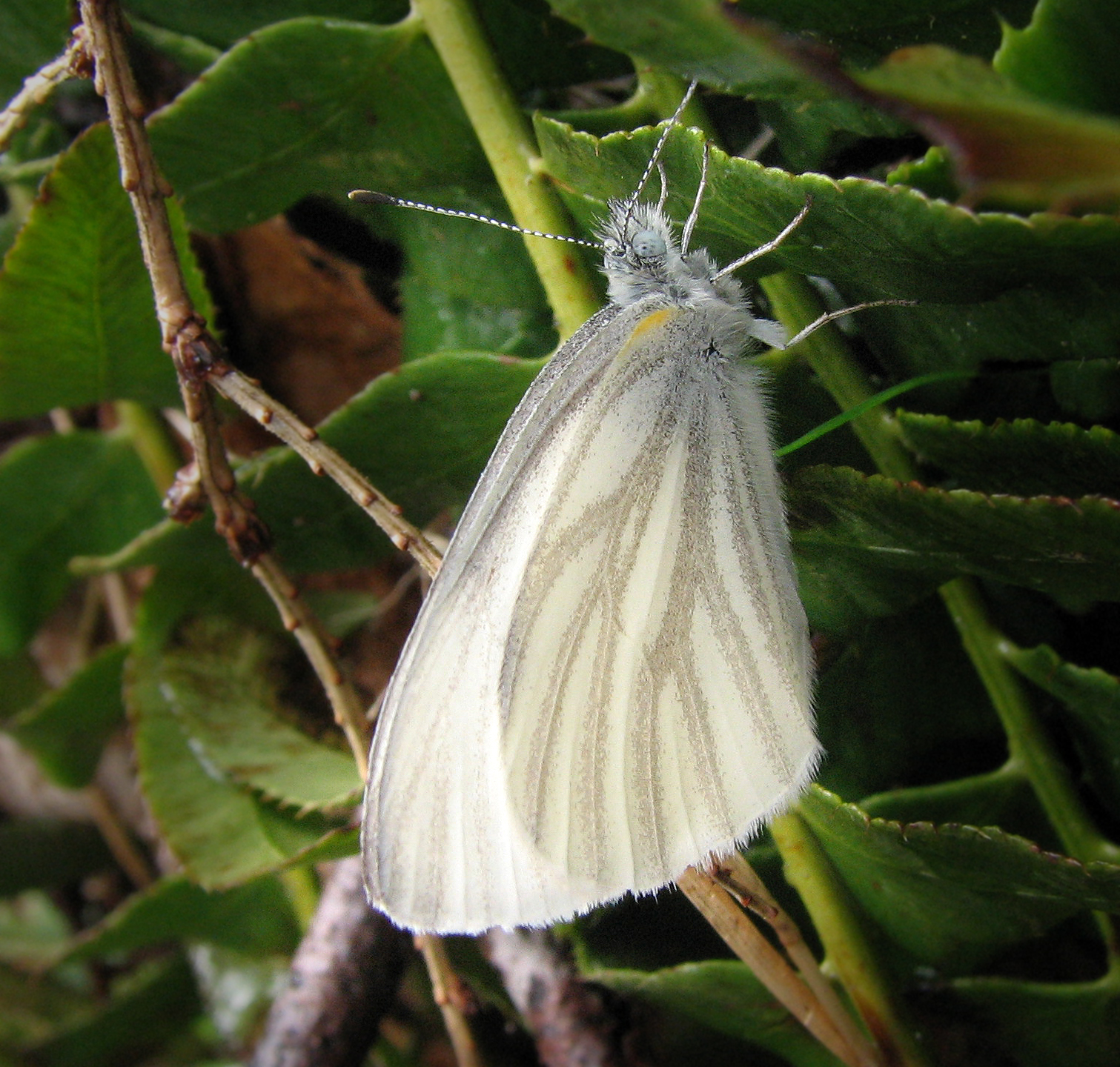
Pieris virginiensis

## Especies
El género Pieris incluye 35 especies:
- Pieris ajaka (Moore, 1865)
- Pieris angelika (Eitschberger, 1983)
- Pieris balcana (Lorkovic, 1970)
- Pieris bowdeni (Eitschberger, 1984)
- Pieris brassicae (Linnaeus, 1758) - Mariposa de la col (grande)
- Pieris brassicoides (Guérin-Méneville, 1849)
- Pieris bryoniae (Hübner, 1790-1793)
- Pieris canidia (Linnaeus, 1768)
- Pieris cheiranthi (Hübner, 1808)
- Pieris chumbiensis (de Nicéville, 1884)
- Pieris davidis (Oberthür, 1876)
- Pieris deota (Nicéville, 1884)
- Pieris dubernardi (Oberthür, 1884)
- Pieris dulcinea (Butler, 1882)
- Pieris eitschbergeri (Lukhtanov, 1996)
- Pieris ergane (Geyer, 1828)
- Pieris erutae (Poujade, 1888)
- Pieris euorientis (Verity, 1908)
- Pieris extensa (Poujade, 1888)
- Pieris krueperi (Staudinger, 1860)
- Pieris mahometana (Grum-Grshimailo, 1888)
- Pieris mannii (Mayer, 1851)
- Pieris marginalis (Scudder, 1861)
- Pieris melete (Ménétriés, 1857)
- Pieris naganum (Moore, 1884)
- Pieris napi (Linnaeus, 1758)
- Pieris narina (Verity, 1908)
- Pieris nesis (Fruhstorfer, 1909)
- Pieris ochsenheimeri (Staudinger, 1886)
- Pieris oleracea (Harris, 1829)
- Pieris persis (Verity, 1922)
- Pieris pseudorapae (Verity, 1908)
- Pieris rapae (Linnaeus, 1758) - Mariposa de la col (pequeña)
- Pieris tadjika (Grum-Grshimailo, 1888)
- Pieris virginiensis (Edwards, 1870)